# Лаура Алонсо Падін
Лаура Алонсо Падін (ісп. Laura Alonso Padin; 2 січня 1976, Вілагарсія-де-Ароуса, Іспанія) — іспанська співачка (сопрано). Володарка європейських нагород для оперних співаків.
Дебютувала на оперній сцені у Берліні у 21 рік. Регулярно виступає в багатьох театрах Німеччини та інших країн. З концертами виступала в Києві у 2016 та 2017 роках.
Наразі живе у Берліні та Нью-Йорку.